# Niechęć do straty
Niechęć do straty – tendencja do preferowania unikania strat nad zdobywanie zysków. Pociąga to za sobą nadmierną ostrożność przy ryzykowaniu utraty czegoś, co się już posiada, a jednocześnie brak ostrożności przy dążeniu do zysków. Daje to podstawy do działań marketingowych polegających na odpowiednim formułowaniu ofert, tak aby klienci postrzegali skorzystanie z nich jako uniknięcie straty.
Przykładowo gdy klient sieci telekomunikacyjnej zapłaci w jakimś miesiącu wyjątkowo wysoki rachunek, operator może przedstawić mu ofertę pakietową pozwalającą uniknąć takiego rachunku w przyszłości. W rzeczywistości nowa oferta może być dla klienta niekorzystna (jeśli wysoki rachunek był spowodowany czynnikami losowymi), ale dla uniknięcia potencjalnych przyszłych strat klient będzie nią zainteresowany.
Niechęć do straty nie jest całkowicie nieracjonalnym zachowaniem. Przykładowo gdy cały nasz majątek wynosi 1000 zł, zysk 1000 zł oznacza dla nas podwojenie tego majątku. Strata 1000 zł oznacza natomiast utratę wszystkiego, co mamy, w szczególności pozbawiając nas środków do życia. Dlatego uniknięcie tej straty może być znacznie ważniejsze niż potencjalne podwojenie naszego majątku.
Powyższe efekty można opisać w terminach teorii użyteczności, w szczególności uwzględniając, że użyteczność pieniądza nie jest liniową funkcją jego ilości.

## Literatura
- Kahneman, D. & Tversky, A. (1979). Prospect Theory: An Analysis of Decision under Risk. Econometrica 47, 263-291.
- Tversky, A. & Kahneman, D. (1991). Loss Aversion in Riskless Choice: A Reference Dependent Model. Quarterly Journal of Economics 106, 1039-1061.